# The Daily Journal
The Daily Journal fue un periódico venezolano desaparecido que se editaba en inglés. Tenía su sede Caracas. Su fundador fue Jules Waldman, un periodista estadounidense que vivió en Caracas desde 1940 hasta su muerte en 1990. El público objetivo del diario eran las personas que leían en inglés, lo que incluía a los expatriados de todas las nacionalidades, así como a los venezolanos bilingües.

## Historia
La primera edición se lanzó el 17 de febrero de 1945 con el nombre de The Caracas Journal. El 23 de febrero de 1958, fue publicada una edición especial bilingüe con ocasión de la huida de Marcos Pérez Jiménez.
En 1980, The Daily Journal comenzó a ser dirigido por el empresario checo - venezolano Hans Neumann, quien fue presidente del consejo de administración del diario hasta 2001 cuando él murió. Rodger E. Farrell fue nombrado presidente del periódico.
En 2003, los entonces dueños, the Daily Journal C.A., vendieron el diario a TDJ, C.A. un grupo de inversionistas encabezado por Janet Kelly, una estadounidense que era analista de temas políticos venezolanos. Después que ella fue encontrada muerta en marzo del mismo año, The Daily Journal pasó a manos de Russell M. Dallen Jr., quien fue presidente y editor en jefe desde 2003 hasta 2006.
El 1 de marzo de 2006, The Daily Journal, que enfrentaba problemas financieros, fue comprado por Julio Augusto López, un hombre de negocios venezolano de padres peruanos. En el mismo año, apareció una edición para Perú. El 18 de noviembre de 2008, The Daily Journal dejó de ser publicado por quiebra.

## Contenido
The Daily Journal cubría temas de política, economía, negocios, deportes, ciencia y otros; pero las noticias internacionales recibían mayor cobertura que las noticias sobre Venezuela. The Daily Journal publicaba reportajes y artículos de opinión de sus socios The New York Times, The Washington Post, Los Angeles Times y The Times. Algunas de sus secciones regulares eran una columna de bridge, varias tiras de historieta, un crucigrama y una página llena de resultados deportivos. Los fines de semana, el periódico ofrecía revistas y suplementos (incluyendo uno con tiras dominicales).